# Kungariket Skottland
Kungariket Skottland (engelska: Kingdom of Scotland, skotsk gaeliska: Rìoghachd na h-Alba, lågskotska: Kinrick o Scotland) var en suverän stat i Nordeuropa som existerade från 843 till 1707. 

## Bakgrund
Riket omfattade en tredjedel av ön Storbritannien och delade landgräns i söder med Kungariket England. År 1603 blev Jakob VI av Skottland kung av England då Skottland gick i personalunion med England. År 1707 förenades de två rikena i realunion och bildade Kungariket Storbritannien, enligt villkoren i unionsakterna.
Sedan England hade erövrat Berwick 1482 (efter annekteringen av de Norra öarna från Norge 1472) har kungariket Skottlands territorium motsvarat det nuvarande Skottlands, begränsat av Nordsjön i öster, Atlanten i norr och väster samt Nordkanalen och Irländska sjön i sydväst. Bortsett från fastlandet bestod kungariket Skottland av över 790 öar.
Huvudstaden Edinburgh föregicks av städerna Scone, Dunfermline och Stirling som landets huvudstad. Folkmängden i kungariket Skottland 1701, sex år före godkännandet av unionsakterna, var cirka 1,1 miljoner innevånare.